# Tiba

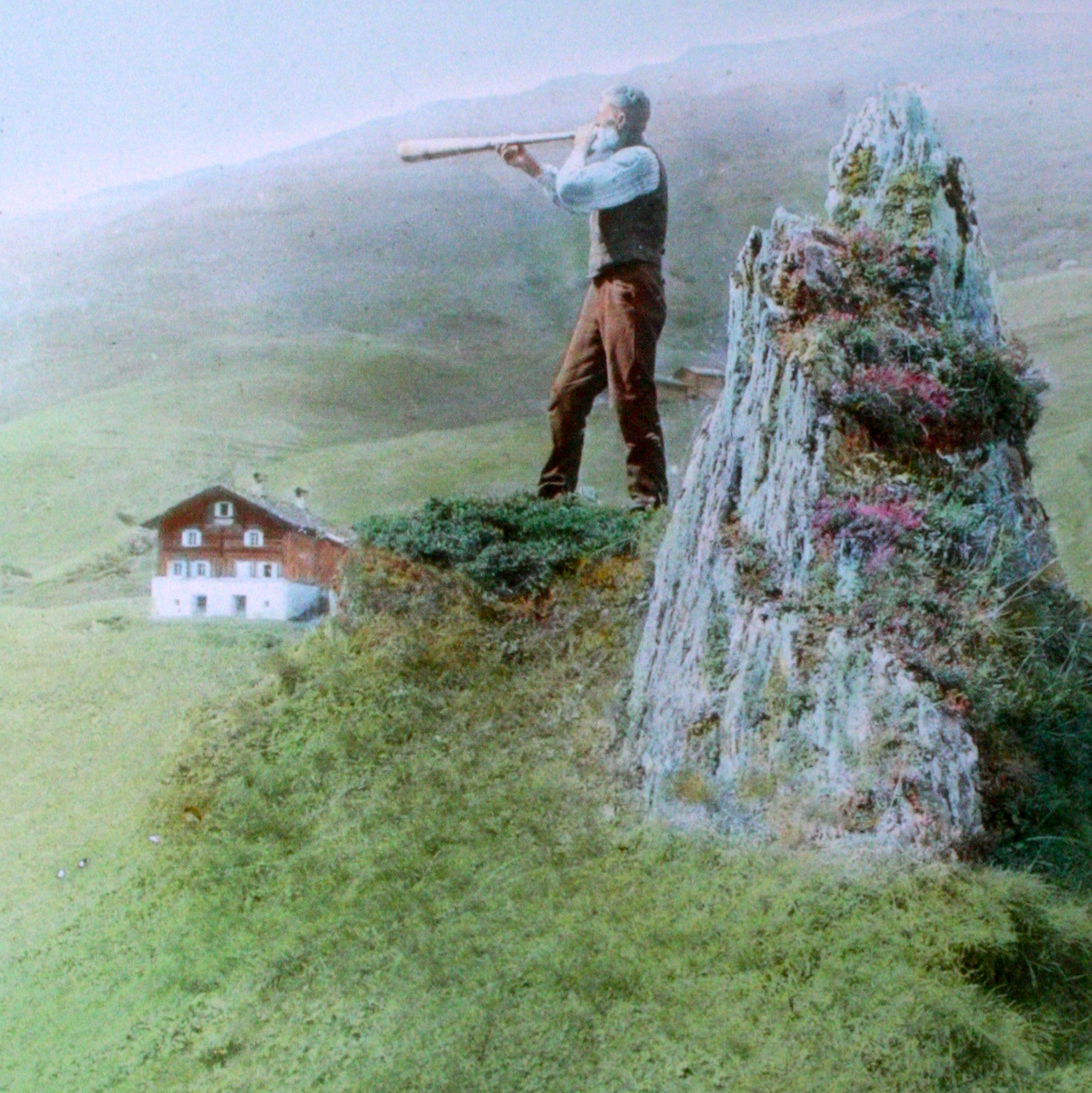
Tiba spielender Hirte im Safiental

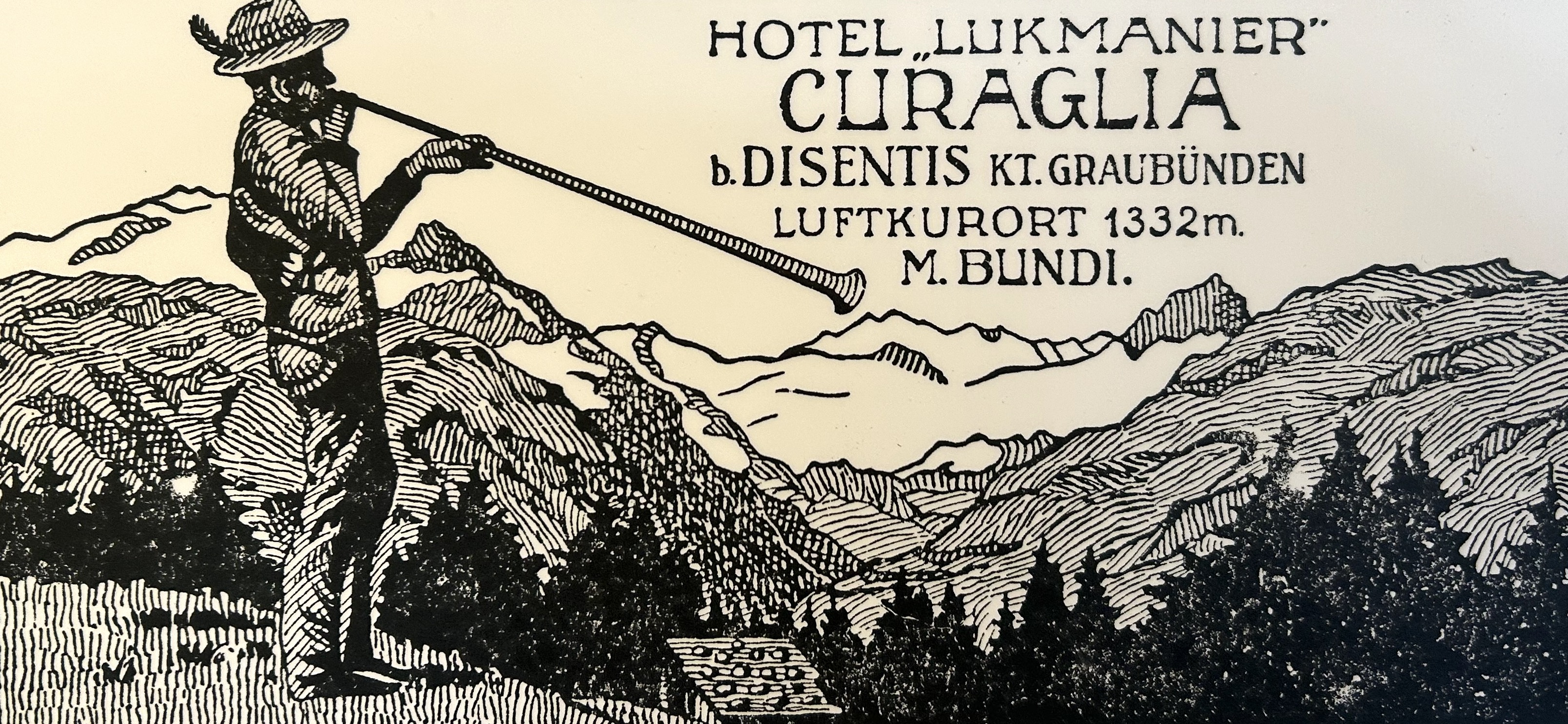
Inserat von 1920

Die Tiba ist eine Naturtrompete aus Holz oder Metall aus dem Kanton Graubünden in der Schweiz. Es wurde von Hirten auf Maiensässen und Alpen gespielt.

## Verbreitung
Die Tiba, auch Hirtenhorn genannt, wurde im Kanton Graubünden nur in der mittleren und unteren Surselva, im Domleschg und Schamsertal bis zum Schamserberg gespielt. In anderen Regionen und Tälern Graubündens war sie wohl bekannt, aber nicht im Einsatz.

## Instrument
Die Tiba unterscheidet sich vom Alphorn durch ihre Kürze und gerade Form. Wie beim Alphorn lassen sich Naturtöne spielen, deren Anzahl abhängig ist von der Länge des Instruments und vom Können des Spielers. Ihr Ton ist jedoch schärfer und zielgerichteter als beim Alphorn und bis zu einer Entfernung von acht Kilometern hörbar. Kürzere Tibas sind etwa einen Meter lang, Grössere erreichen eine Länge von rund 1,70 Meter.
Alte Tibas sind aus Holz, neuere aus dem 19. und 20. Jahrhundert aus Blech. Die Holztibas bestanden aus Tannen- oder Holunderholz und wurden von den Hirten selber hergestellt. Sie wurden aus zwei exakt zusammengefügten Röhrenhälften gefügt, verdübelt und zusätzlich mit Ringen aus Horn, Holz oder Draht zusammengehalten.
Mit dem Aufkommen von Blech in Küche und Haushalt wurden die Holztibas wie viele Haushaltsgegenstände durch solche aus Blech verdrängt. Erstklassiges Material für Tibas lieferten in den 1930er- und 40er-Jahren die leeren Speiseölkanister der grossen Hotels, die zu Tibas geformt und gelötet wurden. Hie und da wurden besonders kostbare Tibas aus Kupfer hergestellt. Bei Holz- und Blechtibas wurde mit einem Mundstück gespielt.

## Einsatz
Die Tiba diente zur Kommunikation mit den benachbarten Alpen, mit den Angehörigen im Dorf sowie zum Ein- und Austreiben des Viehs. Daneben wurde sie auch zum Zeitvertreib gespielt und ein virtuoses Spiel forderte den Kameraden auf der Nachbaralp heraus.
Über die gespielten Tonfolgen ist wenig bekannt. Man nimmt an, dass die Töne und ihre Bedeutung abgesprochen wurden. Für die Zuhörer im Tal konnte oft nicht zweifelsfrei festgestellt werden, woher die Töne stammten; man schloss aufgrund der Spielweise oder vorher abgemachten Tonfolgen auf den Spieler.
Sechs lange und sechs kurze Töne waren ein Alarmsignal. Die Überlieferung berichtet vom Flimserstein, dass nach einem brutalen Überfall von Viehdieben der einzige Überlebende mit seiner Tiba den Dorfschreiber Gion Paul in Flims alarmierte.

## Tibada
Am 21. Juni 2010 fand in der Surselva eine Tibada statt, eine Signal-Stafette, bei der einfache Tonfolgen über die Stationen Falera – Ladir – Luven – Sevgein – Falera übertragen wurde. Die grösste Entfernung von Sevgein nach Falera betrug 4,2 Kilometer. Seitdem wird jedes Jahr eine Tibada veranstaltet.

## Ausstellung

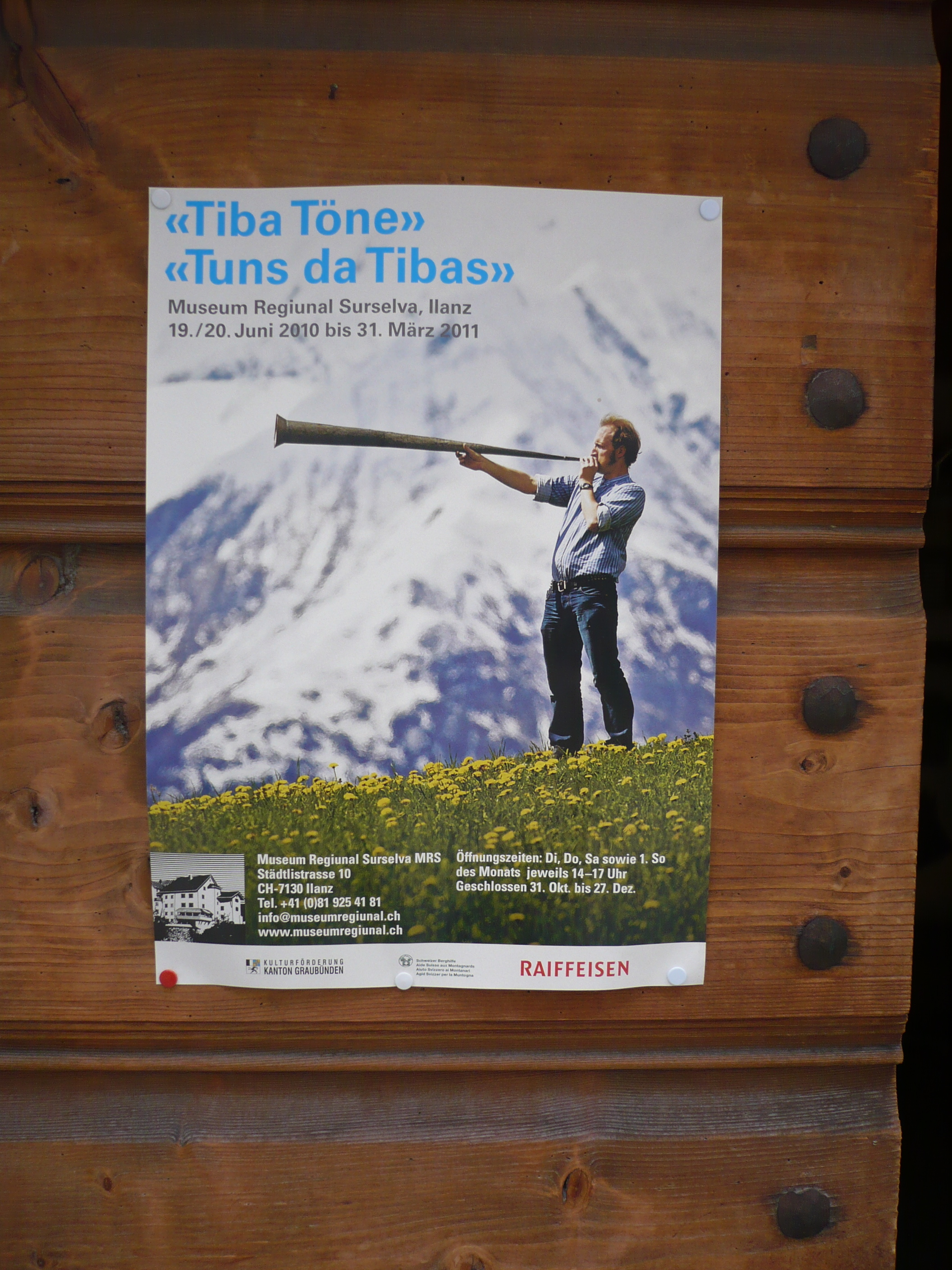
Ausstellungsplakat

Das Museum Regiunal Surselva zeigte 2011 die Ausstellung «Tiba Töne - Tuns da Tibas», an der über 50 Tibas aus verschiedenen Materialien gezeigt wurden. Zahlreiche Menschen aus der Region stellten ihre Tibas, die noch in Alphütten lagerten, für die Ausstellung dem Museum zur Verfügung.

## Bilder

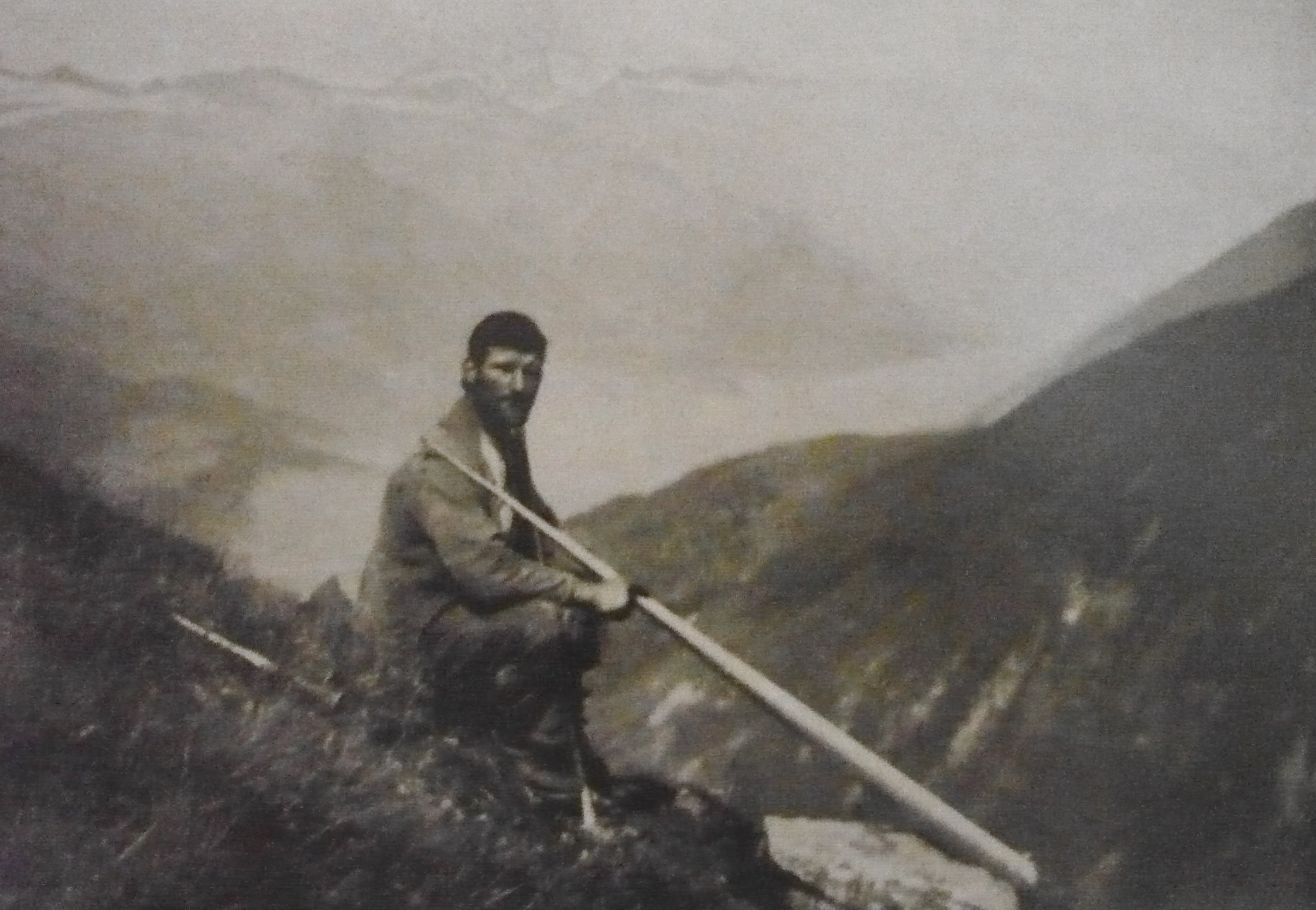
Hirte mit Tiba oberhalb Disentis um 1920
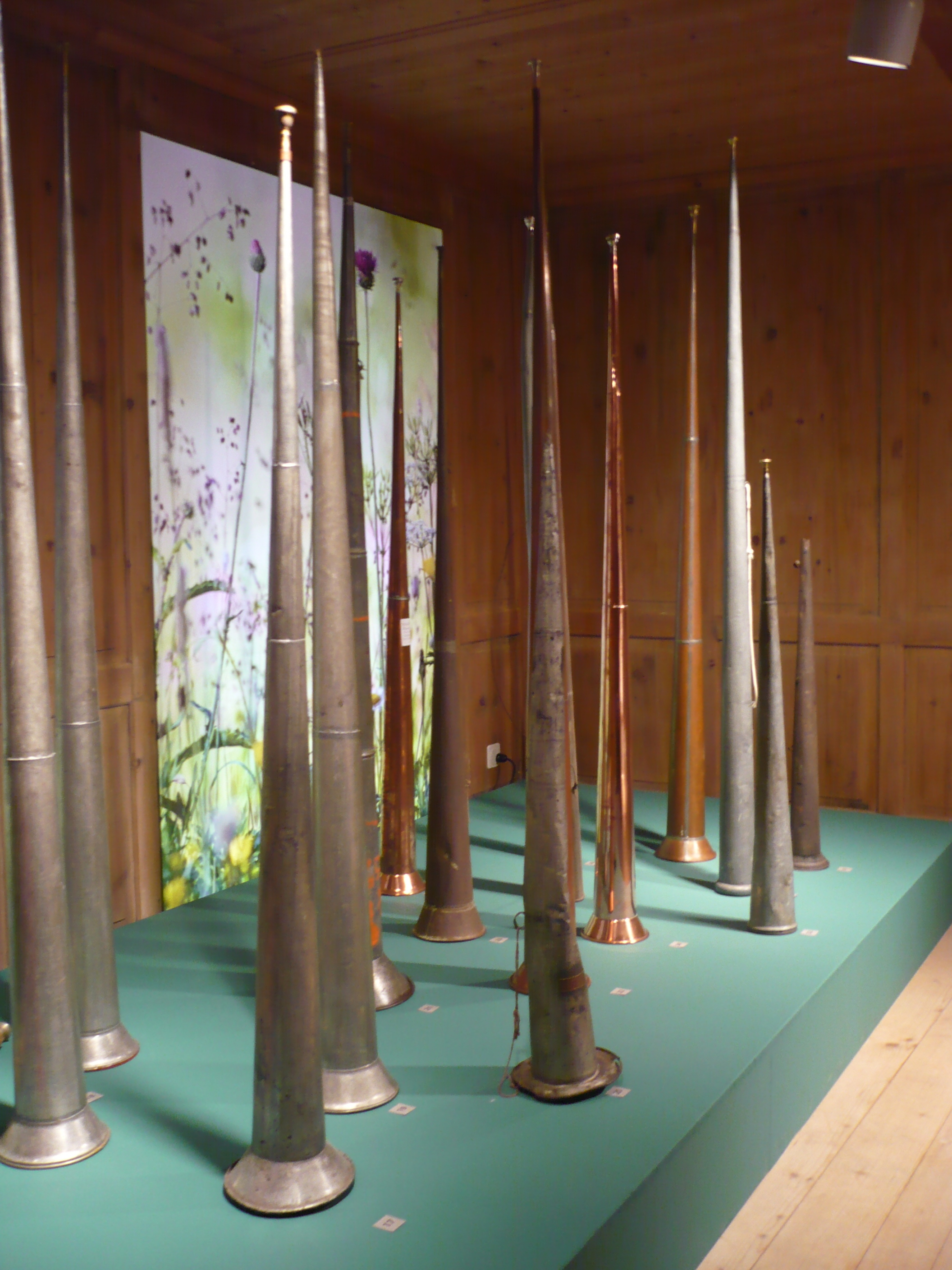
Blechtibas
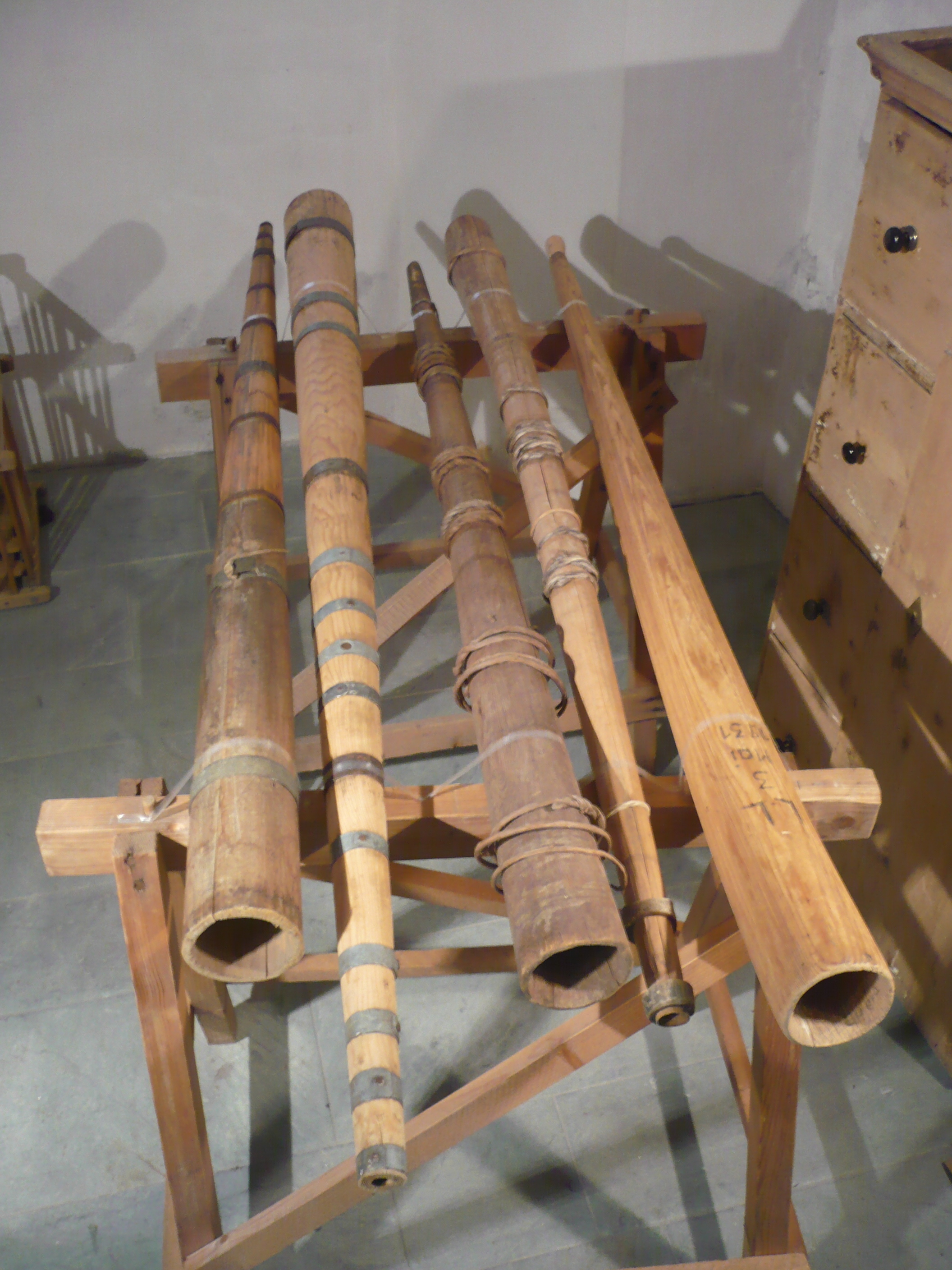
Alte Holztibas